# Schimmernde Glanzleuchteralge
Die Schimmernde Glanzleuchteralge (Nitella translucens) gehört zu den Armleuchteralgen (Characeae). Diese monözische Art ist fast ausschließlich an den Küsten von West- und Südeuropa verbreitet.

## Vorkommen
Die Schimmernde Glanzleuchteralge besiedelt kalk- und elektrolytarme Gewässer. Meist ist sie in der Nähe der Küsten verbreitet. Im Binnenland Europas fehlt sie fast vollständig. Ihr Hauptvorkommen liegt in dystrophen Gewässern wie Moorseen und kann einen pH-Wert bis zu 5,8 ertragen. Die Obergrenze liegt etwa bei pH = 7,0. Der Untergrund auf dem sie wächst, ist meist schlickig, oder schlammig. Häufig wächst sie auf Torf und nur selten auf unterseeischen Sandböden. Sie ist halophob, d. h. verträgt kein Salz im Wasser. Sie ist durch die Entwässerung von Mooren stark bedroht sowie allgemein durch Eutrophierung ihrer Wuchsgewässer. Ihr Gesamtareal reicht nur von Nordafrika bis Nordwestasien. Im östlichen Europa ist sie sehr selten.

## Erkennungsmerkmale
Die Schimmernde Glanzleuchteralge kann bei Optimalbedingungen eine Höhe von 1,30 m erreichen. Oft wächst sie mit Langtrieben, die sehr kleine Quirle ausbilden, am Seegrund auslaufend. Sie verkrustet nur selten, besitzt weder eine Berindung, noch Stacheln oder Stipularen. Die aufsteigenden Sprosse sind unter Wasser in ihrer Gestalt oft stark gebogen, erscheinen glänzend, sind durchscheinend und sind im Durchmesser etwa 1 bis 3 mm breit. Sie bildet dicke, ungeteilte Äste aus, die zu zwei bis vier, selten zu sechs, im Quirl stehen und 1 bis 8 cm lang werden. An der Spitze der Äste gibt es ca. 0,2 mm kleine, zweizellige Gabeläste, die oft fehlen oder abgebrochen sind. Die maximal 40 cm langen Internodien sind meist länger als die nur spärlich ausgebildeten Quirle.
Gametangien werden im Sommer bis in den Dezember hinein gebildet und stehen in gestielten Köpfchen, kommen dort meist zu dritt vor und sitzen auf 1 bis 3 cm langen nach unten gebogenen Sprossen. Die Oogonien befinden sich unterhalb des farblosen, etwa 0,32 mm im Durchmesser großen Antheridiums, stehen zu 2 oder 3 zusammen, sind etwa 0,5 mm lang und 0,4 mm breit und weisen sieben bis acht Windungen auf. Die braunen Oosporen sind fast kugelig, etwa 0,3 mm im Durchmesser und weisen fünf oder sechs stark ausgebildete Rippen auf.